# Miedzichowo (gemeente)
De gemeente Miedzichowo is een landgemeente in het Poolse woiwodschap Groot-Polen, in powiat Nowotomyski.
De zetel van de gemeente is in Miedzichowo.
Op 30 juni 2004 telde de gemeente 3812 inwoners.

## Oppervlakte gegevens
In 2002 bedroeg de totale oppervlakte van gemeente Miedzichowo 208,51 km², waarvan:
- agrarisch gebied: 23%
- bossen: 71%

De gemeente beslaat 20,61% van de totale oppervlakte van de powiat.

## Demografie
Stand op 30 juni 2004:
| Omschrijving                   | Totaal | Totaal | Vrouwen | Vrouwen | Mannen | Mannen |
| ------------------------------ | ------ | ------ | ------- | ------- | ------ | ------ |
| eenheid                        | aantal | %      | aantal  | %       | aantal | %      |
| inwoners                       | 3812   | 100    | 1939    | 50,9    | 1873   | 49,1   |
| bevolkingsdichtheid (inw./km²) | 18,3   | 18,3   | 9,3     | 9,3     | 9      | 9      |

In 2002 bedroeg het gemiddelde inkomen per inwoner 1552,61 zł.

## Administratieve plaatsen (sołectwo)
Błaki-Zawada, Bolewice, Bolewicko-Sępolno, Grudna-Węgielnia, Jabłonka Stara-Nowa Silna-Pąchy, Lewiczynek, Łęczno-Toczeń, Miedzichowo-Lubień, Piotry, Prądówka, Stary Folwark-Trzciel-Odbudowa, Szklarka Trzcielska, Zachodzko.

## Aangrenzende gemeenten
Lwówek, Międzychód, Nowy Tomyśl, Pszczew, Trzciel, Zbąszyń